# Гуйе, Махтар
Махтар Гуйе (фр. Makhtar Gueye; род. 4 декабря 1997 года, Дакар, Сенегал) — сенегальский футболист, нападающий клуба «Блэкберн Роверс».

## Клубная карьера

### «Сент-Этьен»
Уроженец Сенегала Махтар Гуйе начинал футбольную карьеру в академии футбольного клуба «Горе», базировавшегося неподалеку от его родного города Дакар. В марте 2018 года футболист попал в состав французского «Сент-Этьена». 19 августа Гуйе дебютировал в составе новой команды, выйдя на замену на 84 минуте игры со «Страсбуром». Спустя четыре минуты Махтар Гуйе отметился своим первым голом, который помог сравнять счет в матче. Последующие игры Гуйе проводил в составе второй команды «Сент-Этьена», отличившись голами в первых двух матчах. В январе 2019 года футболист продлил контракт с французским клубом до 2023 года.

#### Аренда в «Нанси»
В июле 2019 года Гуйе отправился в аренду в клуб «Нанси» из Лиги 2. Впервые в цветах клуба Махтар вышел на поле 2 августа во втором туре чемпионата с «Валансьеном». 13 августа Гуйе забил единственный гол в матче Кубка Франции с клубом «Кан», что позволило «Нанси» пройти в следующий тур. Всего за время аренды Гуйе провел 24 игры и отметился 7 голами.

### «Остенде»
20 июля 2020 года Махтар Гуйе подписал четырехлетний контракт с бельгийским клубом «Остенде». Дебютировав 10 августа в матче первого тура Про-лиги с клубом «Беерсхот», Гуйе сразу стал игроком стартового состава «Остенде». Первый гол за новый клуб Гуйе забил 28 августа в ворота «Андерлехта». В феврале 2021 года нападающий отметился дублем в двух матчах подряд, что принесло «Остенде» победу над клубами «Сент-Трюйден» и «Генк».

#### Аренда в «Реал Сарагоса»
31 августа 2022 года испанский клуб «Реал Сарагоса» объявил об аренде Гуйе на один сезон. На протяжении всего сезона Махтар Гуйе был стабильным игроком замены. Сыграв в 23 матчах, нападающий не смог отличиться забитыми мячами.

### «РВД Моленбек»
В связи с тем, что «Остенде», по итогам сезона 2022/23 опустился в Челленджер Про Лигу, Махтар Гуйе принял решение покинуть клуб. 31 июля 2023 года он подписал контракт с клубом «РВД Моленбек». На протяжении сезона 2023/24 Гуйе был регулярным игроком стартового состава, проведя 35 матчей, включая кубковые, и забив 11 голов.

### «Блэкберн Роверс»
30 июля 2024 года Махтар Гуйе подписал трехлетний контракт с клубом английского Чемпионшипа «Блэкберн Роверс». Его дебютная игра состоялась 9 августа в домашнем матче с «Дерби Каунти». Первым голом Гуйе отметился 13 августа в матче Кубка Карабао со «Стокпорт Каунти», где его команда одержала победу со счетом 6:1.

## Статистика выступлений
| Клуб                   | Сезон            | Лига             | Лига | Лига | Национальный кубок | Национальный кубок | Кубок лиги | Кубок лиги | Прочее | Прочее | Итого | Итого |
| Клуб                   | Сезон            | Дивизион         | Игры | Голы | Игры               | Голы               | Игры       | Голы       | Игры   | Голы   | Игры  | Голы  |
| ---------------------- | ---------------- | ---------------- | ---- | ---- | ------------------ | ------------------ | ---------- | ---------- | ------ | ------ | ----- | ----- |
| Сент-Этьен II          | 2017–18          | Насьональ 3      | 8    | 3    | —                  | —                  | —          | —          | —      | —      | 8     | 3     |
| Сент-Этьен II          | 2018–19          | Насьональ 2      | 17   | 6    | —                  | —                  | —          | —          | —      | —      | 17    | 6     |
| Сент-Этьен II          | Итого            | Итого            | 25   | 9    | —                  | —                  | —          | —          | —      | —      | 25    | 9     |
| Сент-Этьен             | 2018–19          | Лига 1           | 5    | 1    | 0                  | 0                  | 0          | 0          | —      | —      | 5     | 1     |
| Нанси (аренда)         | 2019–20          | Лига 2           | 20   | 5    | 2                  | 1                  | 2          | 1          | —      | —      | 24    | 7     |
| Остенде                | 2020–21          | Про-лига         | 31   | 11   | 2                  | 2                  | —          | —          | 2      | 0      | 35    | 13    |
| Остенде                | 2021–22          | Про-лига         | 31   | 12   | 1                  | 0                  | —          | —          | —      | —      | 32    | 12    |
| Остенде                | 2022–23          | Про-лига         | 4    | 0    | 0                  | 0                  | —          | —          | —      | —      | 4     | 0     |
| Остенде                | Итого            | Итого            | 66   | 23   | 3                  | 2                  | —          | —          | 2      | 0      | 71    | 25    |
| Реал Сарагоса (аренда) | 2022–23          | Сегунда          | 22   | 0    | 1                  | 0                  | —          | —          | —      | —      | 23    | 0     |
| Моленбек               | 2023–24          | Про-лига         | 32   | 11   | 3                  | 0                  | —          | —          | —      | —      | 35    | 11    |
| Блэкберн Роверс        | 2024–25          | Чемпионшип       | 44   | 6    | 2                  | 0                  | 2          | 2          | —      | —      | 48    | 8     |
| Итого за карьеру       | Итого за карьеру | Итого за карьеру | 214  | 55   | 11                 | 3                  | 4          | 3          | 2      | 0      | 231   | 61    |

1. ↑  Включая Кубок Франции, Кубок Бельгии, Кубок Англии, Кубок Англии
2. ↑  Включая Кубок французской лиги, Кубок Английской футбольной лиги
3. ↑  Выступление в Чемпионате Бельгии по футболу плей-офф II